# Tellskär
Tellskär eller Tällskär är en udde i Bonäsfjärden i byn Vestergeta i Geta på Åland.

## Etymologi
Förledet avser tallbestånd.